# 福益华
福益华（Edward Lydston Bliss；1865年12月10日—1960年1月22日）是一位美国公理会医学传教士，在中国福建邵武服务四十年之久（1892-1932）。
福益华来自一个虔诚信教的家庭。他最初想成为牧师，但后来放弃这个愿望，进入耶鲁大学，成为一名教师。然后，他进入医学院，开始了在中国行医。福益华在中国福建邵武期间，对牛瘟病毒进行了研究。在 20 世纪前几年的许多重大政治冲突时，他一直留在中国，直到1932年返回美国。
他的传记《邵武四十年——美国传教士医生福益华在华之旅》（Beyond the Stone Arches: An American Missionary Doctor in China, 1892–1932）2001) 由他的儿子记者小爱德华·布利斯（Ed Bliss）撰写。

## 早年

### 家庭
1865年12月10日，福益华出生于马萨诸塞州纽伯里波特。:13 。
他是家中的第二个孩子，父亲是批发商查尔斯·亨利·布利斯，母亲艾米丽·莱德斯顿·布利斯 : 15。福益华弟兄姊妹共有七人，有三个姐妹——克拉拉、玛丽安和玛丽，和三个兄弟——乔治、查尔斯和威尔。 : 14}这是一个虔诚的家庭，每个星期天参加两次公理会的礼拜。:14 父亲查尔斯担任主日学的校长，孩子们在每周早上的礼拜之后参加主日学，母亲艾米丽则在传教委员会工作。:15

### 目标
福益华的第一个目标是成为一名牧师。在童年时期，就表现出想成为一名牧师的愿望。早在四岁时，就站在一个树桩上讲道。六岁那年，他在主日学写了一张卡片 , 上面写着： “我，签名人，希望我能找到耶稣作我宝贵的救主，我保证在他的帮助下终生作他所爱的孩子和忠实的仆人。” 在整个童年时期和青春期，福益华一直活跃于侍奉。他经常在青年聚会和成人礼拜中讲道。他的讲道得到压倒性的积极反馈，因此他相信事奉确实是他的呼召。但是，福益华最终意识到传教不是他的激情所在，于是他放弃了。:17 。
在青春期，他的一些经历，影响到将要从事的传教工作。在高中时，福益华的邻居阿道夫斯·格里利（Adolphus Greely）将军前去参加北极探险。这激发福益华阅读了许多探险书籍，包括亨利·莫頓·史丹利的丹尼尔·利文斯通（Daniel Livingstone）在非洲的故事。 :16

### 教育
福益华的本科教育就读于耶鲁大学。在学校期间，他曾在诺亚·波特（Noah Porter）、爱德华·索尔兹伯里·达纳（Edward Salisbury Dana）和威廉·格雷厄姆·萨姆纳等著名教授的指导下学习。福益华修读了从拉丁语和希腊语到物理和化学的各种课程。他曾参加耶鲁的一个文学社团時事評論員（Pundits）:22，并且尽可能多地参加棒球和足球比赛。:23 福益华于1887年从耶鲁大学毕业，:25 获得拉丁文和希腊文的文学士学位。

### 早期工作
福益华在放弃了传教的希望之后，将目光投向成为一名老师。从耶鲁大学毕业后，他在马萨诸塞州格兰比（Granby）担任中学校长、唯一老师和看门人。:26 福益华在格兰比教书时发现，就像讲道一样，教学也不是他的热情所在。然后，他想起了年轻时读过的冒险故事，断定他想到海外做传教士。他说： “当我立志成为一名传教士时，我就问自己，我应该以哪种方式最好地服务。我认为答案是成为一名医生。”然而，在福益华进入医学院之前，他想偿还他欠父亲的债务。他在芝加哥的哈佛男子学校任教一年:27。

### 医学院
福益华在哈佛男校教满一年后，回到耶鲁大学，进入医学院。 在此期间，他担任赫伯特·史密斯（Herbert Smith）博士的助手，研究纽黑文的水质。福益华在两年内完成了三年的学习课程，于1891年6月第二次毕业。:29

## 传教工作，1892–1932
1891年4月23日，福益华写信给美国公理会差会，申请成为医学传教士。:29 据报道福益华请求派往中国，因为他相信“在不久的将来，也许它将在东方国家中占有最大影响力” 。:34 他得到的工作岗位是在福建邵武担任传教医生。1892年9月27日，福益华乘坐中国号轮船从旧金山出发:32 。1892年的11月5日，福益华抵达福州。1893年1月19日，福益华再次出发，沿闽江上溯，越过了80道险滩，经过20多天，终于在1893年2月8日，在离开美国四个月之后，福益华终于抵达目的地邵武。:10
福益华到达后，立即在史先生的指导下开始学习方言。由于许多中国人仍习惯传统的中医，因此一开始他的病人并不多，经常一天学习中文六个半小时。:45 福益华到任几个月后，开设了一个小诊所，配备药柜和小手术台。:54 他还计划建造一座现代化的医院，因为当时最近的医院也在150英里之外。即使到那时，福益华也只有很少的病人，有时甚至整个上午只有一个，最多五个或六个。最后，福益华在街上使用了一根长杆和一块抹了氨水的碎布条，终于收到了较多的病人。:56 到1894年4月，他每天有50名患者。:71 这样的工作量需要更新、更大的诊所，为此他申请美国差会拨款。由于美国经济萧条，申请遭到拒绝。:71然而，在1896年，福益华用自己的钱和朋友们捐赠的“大约50美元”，开始动工建造新的诊所。:78 康涅狄格州沃特伯里的第一公理会和第二公理会捐款180美元，使1897年新医院的建设成为可能。:79 建筑于1898年完成。福益华也在这一年回国休假。:83 他于1900年返回中国，除1908年和1916年休假外，他都留在了中国。
福益华在邵武从事医疗工作，治疗腿部溃疡、丹毒和疟疾等各种疾病，:60 但无法进行大手术。此外，差会的规模及其工作量都随着时间而增加。到1920年，差会扩大了三倍，福益华有时每天有100名患者。:187 因此，福益华需要援助，1915年，他要求任命另一位医师。:185 然而直到1925年，差会才同意了他的要求，派周以德（Walter Judd）医生来到邵武。:213。

### 合作社
福益华坚信，在中国，“大部分疾病归因于贫困”，而提高生活水平的方法是通过合作社。他说服了几位中国基督徒成立了一个合作社，购买了一块土地用于农业。:177 但是，由于在1900年代初期该地区政治动荡，以及随之而来潜在投资者的不确定性，导致该项目的失败。此外，许多已经投资的人要求退款， 因为他们对项目的进度不满意。尽管福益华辩称这是长期项目，但投资者坚持要求，该项目结束了。:209

### 牛瘟病毒
福益华在中国度过的大部分时间，专注于牛的免疫，对付牛瘟病毒。牛瘟病毒是副黏液病毒科麻疹病毒属的一种病毒，该属还包含麻疹，流感和小儿麻痹症病毒。:29 福益华与牛瘟的斗争始于对牛奶的渴望，他认为牛奶对身体健康至关重要。但是，中国人养牛不是为了喝奶，而是为了耕作。因此，可获得的牛奶远远少于需求。当发生牛瘟时，牛奶供应就枯竭了。:151 福益华在中国自己饲养牛和山羊，尝试预防牛瘟。他发现在上海有可用的免疫血清，但意识到像邵武这样地区的农民无法获得且无力承受这些血清。福益华寻求另一种免疫方法。:169 他是基于罗伯特·科赫的发现而建立的，他发现如果将瘟牛胆汁用等量的纯甘油稀释，将失去其毒性，在10天后可以安全注射。这将提供持续几个月的免疫力。福益华然后推论说，如果在给牛注射胆汁十天后，给牛注射少量牛瘟的血液，它将具有免疫力。他对此进行了测试，发现是正确的。福益华还发现免疫母牛的牛犊具有暂时免疫力，随着年龄的增长而降低。他发现如果在他们出生后的头一个月内注射少量牛瘟血液，他们将具有免疫力。:222

### 中医的影响
在邵武的早年，福益华认为与本地中医竞争是他最大的困难之一。:43 1900年代初的传统中医包括纯粹的迷信行为，这些医生通常没有执照，并通过家传获得了身份。:124 许多中国人不愿去邵武医院看西医，仍然向中医求医。福益华见证中医用金银针刺穿皮肤来治疗癌症，用熊胆汁治眼病，用梨子治疟疾，用蛇肉治风湿病，用人参根治许多疾病。:43

### 政治环境

#### 早期的排外主义
在邵武差会的初期，排外的敌意很普遍。来此的第一位医生菲利普•奥斯古德（Philip Osgood）医生的脚被长矛刺中。另一位早期传教士的肩膀被刺。此外，中国人在两年内不向传教士出售任何土地。但是，随着时间的流逝，敌意减少了，邵武人开始对西医和基督教持开放态度:39。实际上，福益华在一封家信中说，“您必须记住，邵武人在对待外国人的态度上与许多中国人不同。自从我来到这里以来，我从未看到任何迹象表明人们不希望我们在这里。”:73

#### 第一次中日战争
1894年夏天，中国和日本为控制朝鲜发动了战争。 1895年4月17日签署了和平协议，要求中国交出台湾岛和满洲南部的辽东半岛。:73 之后，欧洲开始干预，最后又强迫向中国提供新贷款。这导致越来越多的排外情绪，在距邵武仅200英里的古田几名传教士被屠杀。因此，为了安全起见，邵武的传教士，包括福益华在内，被建议撤退到有大差会的港口城市福州。福益华在福州呆了两个月，直到危险过去。:75

#### 义和团事件
1900年休假期间，福益华收到了中国发生义和团事件的消息。冲突始于19世纪末，当时 山东省的一个秘密会社开始对外国传教士表示不满。1897年，他们在该省杀死了两名德国传教士。:21排外情绪增强，导致外国人和中国基督徒被杀。:22 仅仅在山西省，就有200多名传教士被杀。:89与其他许多地区相比，福建省的冲突较少，但仍然受到了重大影响，福益华收到了通知，邵武差会也遭受了一些损失。1900年，他回到中国，发现自己的房子空着，门和窗框都没有了。医院也被损坏了。它的门和窗框也被盗，接待室被毁。诊所里的所有药品和福益华的显微镜都被偷了。那年，传教士重建了受损的建筑物。:100

#### 辛亥革命
1911年的辛亥革命是一次反对满清的的民族运动。即使在福建省，也感受到了这一运动的影响。从1911年10月31日开始，一直持续到1911年11月8日，福州发生大范围撤侨。福州差会中的妇女儿童被疏散到城墙外的外国居留地，靠近美国领事馆。男子仍留在福州，受到 班布里奇号驱逐舰士兵的保护。福州革命军与旗人之间的战斗于1911年11月9日开始，最终革命军获胜。:139 革命军也取得了邵武以南25英里处区域的控制权，传教士们现在担心那里即将爆发战斗。福益华注意到这座城市充满了“奇特的兴奋”，仿佛暴风雨来临前一样。邵武人正在采取预防措施，关闭商店，在街上设置路障。清军已经离开了这座城市，现在法律几乎彻底崩溃了。福益华和其他传教士开始实行自卫，每天晚上守夜。:140 随后，邵武于1911年11月16日宣布恢复正常。福益华认为在邵武传教没有任何危险，但是美国领事坚持要求福建省内的所有美国人撤退到福州。:145
福益华在福州停留了七个多月。在这段时间里，清朝结束了，国民党在南京建立了一个新政府，即中华民国。:xvi成千上万的年轻人参加捍卫这个政府。有300名男孩从邵武中学退学参军。福益华的两名学生成为革命军的医务人员。政治权力的变化尚不稳定，包括领导人从孙中山换为袁世凯，以及首都的变化:147。

#### 军阀时期
从1916年到1928年，新成立的中华民国不甚稳定。在这个时代，整个中国的各地区分别由许多不同的军阀掌权。直到1927年蒋介石领导國民革命軍北伐才恢复统一，:xviii 在南京建立国民党领导的政府。与中国统一有关的动荡影响了邵武，叛军入侵并接管了邵武，然后多次撤军。在福建省，福益华和该地区的所有其他宣教士都撤离到福州:209。
在这段时间里，排外情绪增加了。英国的经济利益受到了严厉批评，美国对日本企图夺取中国领土的企图则是心怀矛盾。基督教再次成为抗议的话题。:395 两名英国圣公会女传教士在邵武附近被绑架勒索赎金，并被杀害。:211自1927年中国内战爆发以来，中国国民党和中国共产党决裂。南方红军在不同的时间分别俘虏了福益华和他的同事周以德。这两次，他们都被释放了，因为当地人了解他们的为人和工作，为他们求情。:216然而到1928年，邵武的局势似乎相对安全，因为蒋和国民党已经控制了该省。但是，在接下来的两年内，蒋介石的控制减弱了，因为共产党在江西控制了权力，建立自己的政权中华苏维埃共和国。有传言说共产党接下来会进攻福建，因此邵武差会的妇女和儿童被疏散到福州。:218 红军于1932年占领了邵武，后来國民政府軍第十九路軍又成立了短命的 福建人民政府（中华共和国）。:223 福益华被迫撤离，因为军队已经到达邵武城门。他回到了美国。

## 个人生活
福益华于1901年1月26日遇到了未来的师母米妮·梅·波兹（Minnie May Bortz）。她在1899年由美国公理会差遣来华，在距福州10至12英里的罗星塔（Pagoda Anchorage）任教。:97 福益华于1902年7月23日求婚，:108 这对夫妇于1902年9月22日结婚，:109 相守终生。他们育有三个孩子 —两个女儿露丝和贝丝，还有一个儿子小爱德华（Edward Lydston Bliss Jr.）。

## 回国以后
回到美国后，福益华和他的妻子住在俄亥俄州的欧柏林，这是个与中国宣教运动有长期联系的小镇。福师母患上恶性贫血，需要丈夫的照顾。:231 福益华81岁时，搬回家乡纽伯里波特。:232 他们住在那里直到1958年9月，搬到波士顿与大女儿露丝（Ruth）一起生活。:234

## 去世
1959年初，福益华的喉部发现了恶性肿瘤。:235 他于1960年1月22日在睡眠中去世，享年94岁。福师母则在7年后于1967年去世。:236

## 遗产
福益华认为他在中国最重要的工作之一，就是对许多年轻人进行医学培训。他通常教他们药物学和解剖学大约两年。此后，大多数人经营自己的诊所，或在农村从事医学工作的“赤脚医生”。一些人去了南京继续学习。他有三个学生继续在医学院学习。:125
福益华的遗产得以保留，还通过他的儿子，记者小爱德华·布利斯于2001年撰写的一本传记《邵武四十年——美国传教士医生福益华在华之旅》（Beyond the Stone Arches: An American Missionary Doctor in China, 1892–1932）。科克斯书评（Kirkus Reviews）称赞它为“一位在中国工作了40年的新英格兰传教士的生动描述。… 他的功绩自中华帝国末期开始，经历了好几个共和国，从1911年辛亥革命，到共产党出现，再到第二次世界大战爆发。尽管如今将传教士视为西方帝国主义代理人是很常见的事，但福益华在儿子的叙述中非常完美—富有同情心，没有家长式作风，富有教益，却不盛气凌人 … 这是一个模范人物，其信仰和奉献精神提供了令人耳目一新的滋补品，对抗这个矛盾和犬儒主义的时代。”